# Vlag van Neede

Eerste vlag
(1955-1991)

Tweede vlag
(1991-2005)

De vlag van Neede is het gemeentelijk dundoek van de voormalige Gelderse gemeente Neede. De eerste vlag werd op 30 november 1955 per raadsbesluit aangenomen.
De beschrijving van de eerste vlag luidt:
"Drie gelijke verticale banen in de kleuren rood, geel en blauw."
Op 3 september 1991 werd een nieuwe vlag gekozen. De beschrijving luidde:
drie banen, blauw, geel en blauw, met op de gele baan drie rode schijven, waarvan de diameter gelijk is aan 4/5 van de hoogte van de baan.
Deze vlag staat symbool voor het Bisdom Münster (de gele baan op blauw, uitgevoerd in rijkskleuren vanwege het contrast) in combinatie met de drie bollen van de Heerlijkheid Borculo. De vlag was ontworpen door J.F. van Heijningen.
Op 1 januari 2005 werd de gemeente Neede opgeheven om op te gaan in de nieuwe gemeente Berkelland. De vlag kwam hiermee als gemeentevlag te vervallen.

## Verwante afbeelding

Wapen van Neede

Ammerzoden 
· Angerlo 
· Batenburg 
· Beesd 
· Bemmel 
· Bergh 
· Bergharen 
· Beusichem 
· Borculo 
· Brakel 
· Didam 
· Dinxperlo 
· Dodewaard 
· Dreumel 
· Echteld 
· Eibergen 
· Elst 
· Ewijk 
· Geldermalsen 
· Gendringen 
· Gendt 
· Gorssel 
· Groenlo 
· Groesbeek 
· Hedel 
· Heerewaarden 
· Hemmen 
· Hengelo 
· Herwen en Aerdt 
· Heteren 
· Heukelum 
· Hoevelaken 
· Horssen 
· Huissen 
· Hummelo en Keppel 
· Hurwenen 
· Kerkwijk 
· Kesteren 
· Laren 
· Lichtenvoorde 
· Lienden 
· Lingewaal 
· Maurik 
· Millingen aan de Rijn 
· Neede 
· Neerijnen 
· Overasselt 
· Rijnwaarden 
· Rossum 
· Ruurlo 
· Steenderen 
· Ubbergen 
· Valburg 
· Vorden 
· Wadenoijen 
· Wamel 
· Warnsveld 
· Wehl 
· Wisch 
· Zelhem 
· Zoelen